# Ataa
Ataa (zastarale Atâ) je zaniklá osada v grónském kraji Avannaata. Byla opuštěna v roce 1960. Nachází se na západním pobřeží ostrova Alluttoq, asi 60 km severně od Ilulissatu a 30 km jihovýchodně od Qeqertaqu.